# Cypholophus warburgianus
Cypholophus warburgianus là loài thực vật có hoa trong họ Tầm ma. Loài này được Lauterb. mô tả khoa học đầu tiên năm 1905.